# 43rd (métro de Chicago)
43rd  est une station aérienne du métro de Chicago de la ligne verte sur le tronçon de la South Side Main Line. Elle a été construite en 1892, lorsque la South Side Rapid Transit a étendu son service  vers le sud afin de desservir l'Exposition universelle de Chicago en 1893.

## Description
La station originale conçue par Myron H. Church était un bâtiment en brique avec quelques éléments de style Queen Anne. 43rd est typique des autres stations aériennes du South Side Rapid Transit, elle est composée de deux quais latéraux couverts de auvents en étain. 
En juillet 1959, des escaliers de sortie auxiliaires ont été ajoutés à la station afin de fluidifier le trafic des passagers sur les quais. Des escaliers semblables ont été posés à la même époque dans les stations Indiana et 47th qui comme 43rd étaient très fréquentées en heure de pointe.
Le 1er avril 1974, l’entrée principale de la station a été détruite par le feu et les sorties auxiliaires furent utilisées afin de maintenir la station ouverte. Les travaux commencèrent rapidement et en juin 1976, la nouvelle entrée fut inaugurée. Certains aspects de la station étaient très modernes pour l’époque comme le grand hublot translucide (plus visible aujourd’hui)  sur la tranche est du bâtiment et le nom de la station écrit de manière surdimensionnée dans la salle des guichets. 
Contrairement à l’entrée de la station, les quais en bois étaient toujours les originaux de 1892, ils furent remplacés à leur tour en 1990 durant 2 mois de travaux. 
Lors de la rénovation de la ligne verte entre 1994 et 1996, peu de travaux furent nécessaire à 43rd, elle reçut une nouvelle peinture avec la nouvelle signalétique de la ligne verte, le hublot sur le mur est fut comblé par des briques afin de pouvoir y mettre les ascenseurs vers les plateforme et rendre la station accessible aux personnes à mobilité réduite. 
43rd rouvre le 12 mai 1996 sans être entièrement terminée, le 27 février 1997 la passerelle au-dessus des quais est ouverte et clôture le chantier.

## Les correspondances avec lebus
Avec les bus de la Chicago Transit Authority :
- #43 43rd

## Dessertes
| Nord/Ouest               |  |             |  | Sud/Est                                |
| ------------------------ |  | ----------- |  | -------------------------------------- |
| Indiana vers Harlem/Lake |  | ligne verte |  | 47th vers Ashland/63rd / Cottage Grove |
| modifier sur Wikidata    |  |             |  |                                        |